# Masaguara
Masaguara è un comune dell'Honduras facente parte del dipartimento di Intibucá.
Il comune venne istituito nel 1820.